# Whatfor
 (novembre 2012).
Si vous disposez d'ouvrages ou d'articles de référence ou si vous connaissez des sites web de qualité traitant du thème abordé ici, merci de compléter l'article en donnant les références utiles à sa vérifiabilité et en les liant à la section « Notes et références ».
Whatfor (ou What for) est un groupe de musique français, issu de la deuxième saison de Popstars.

## Biographie
Les Whatfor, Cyril, Nicolas, Érika et Monia, sont les vainqueurs du grand casting organisé par M6 pour la deuxième saison de Popstars, qui avait pour but la création d'un groupe mixte, après le succès des L5 l'année précédente. Ils ont ainsi été choisis parmi 15 000 candidats par le jury formé du producteur Valery Zeitoun, de l'auteur Élisabeth Anaïs et du chorégraphe Bruno Vandelli. Ce dernier avait d'ailleurs songé un moment au nom de Quadricolor pour ce groupe de quatre personnes ayant chacune une couleur musicale propre, faisant ainsi une analogie avec les couleurs primaires, celles-ci se comptant cependant au nombre de trois et non de quatre comme le pensait à tort Vandelli.
Pour assurer aux Whatfor le même succès qu'aux L5, M6 leur permet d'enregistrer leur album dans des studios new-yorkais, sous la direction de réalisateurs confirmés, comme Philippe Saisse (qui a travaillé pour Claude Nougaro ou Patrick Bruel). Le premier single, Plus haut, sorti en novembre 2002, se classe directement premier des ventes en France mais ces dernières, même si elles sont relativement bonnes (environ 600 000 exemplaires), sont cependant loin d'atteindre les ventes de Toutes les femmes de ta vie (premier single des L5). Cette impression de succès relatif se confirme à la sortie de l'album, simplement intitulé Whatfor, qui s'écoule à 400 000 exemplaires (1,6 million écoulés par les L5).
Le second single, L'amour n'a pas de loi ! (adaptation française de Kiss Goodbye de Carola), sort en février 2003, et prouve définitivement le désintérêt du public pour le groupe. Parallèlement, les dates de tournée annoncées sont finalement annulées et les tensions, déjà palpables au moment de l'enregistrement de Whatfor, achèvent le groupe, qui se sépare en juin 2003, alors que Chimène Badi, éliminée lors des sélections, connaît un succès grandissant.

## L'après-Whatfor
En avril 2004, Cyril et Érika, sous le nom d'Everton, sortent le single Aucune trace, au style pop-rock plus marqué. Cependant, le titre ne rencontre pas le succès escompté. En 2007, l'album Faire mâle est enregistré sous le seul nom d'interprète d'Erika Fleury et cherche un distributeur.
Nicolas enregistre quant à lui le single Chercher le garçon (reprise de Taxi Girl) puis retourne à sa carrière initiale d'acteur, sous le nom de Nicolas Vitiello. Il intègre en 2005 la troupe de la pièce Love! Valour! Compassion!, puis joue en 2006 dans Les Amazones.  En 2014, il occupe un rôle récurrent dans la série télévisée Dreams : 1 Rêve 2 Vies sur NRJ 12, ainsi que dans le programme court 4 jeunes, 1 voiture.
L'échec des Whatfor est l'occasion pour le milieu musical de fustiger la télé réalité musicale, qui génère des produits préfabriqués (tous supports confondus, les Whatfor ont néanmoins vendu plus d'un million de disques). Le succès parallèle de Chimène Badi ne remet cependant pas en cause l'émission Popstars, dont une troisième saison est diffusée en septembre 2003 par M6. Alors que l'audience de la deuxième saison s'était effritée au fil des épisodes, celle de la troisième ira grandissant, tout en restant loin de la première saison, mais sans influence sur les ventes de disques des vainqueurs.[réf. nécessaire]
En mai 2011, Monia intègre le casting de l'émission Les Anges de la télé-réalité Miami Dreams.

## Discographie

### Album
| Année | Titre   | Classements | Classements | Classements | Ventes  | Certification |
| Année | Titre   | FR          | BEL/Fr      | SUI         | Ventes  | Certification |
| ----- | ------- | ----------- | ----------- | ----------- | ------- | ------------- |
| 2002  | Whatfor | 3           | -           | 9           | 400 000 | Platine       |

### Singles
| Année | Titre                    | Classements | Classements | Classements | Certification |
| Année | Titre                    | FR          | BEL/Fr      | SUI         | Certification |
| ----- | ------------------------ | ----------- | ----------- | ----------- | ------------- |
| 2002  | Plus haut                | 1           | 35          | 5           | Platine       |
| 2003  | L'amour n'a pas de loi ! | 34          | -           | 61          | -             |